# یواس‌اس اس-۶ (اس‌اس-۱۱۱)
یواس‌اس اس-۶ (اس‌اس-۱۱۱) (به انگلیسی: USS S-6 (SS-111)) یک زیردریایی است که طول آن ۲۳۱ فوت (۷۰ متر) می‌باشد. این زیردریایی در سال ۱۹۱۹ ساخته شد.